# Boris Tadić
Boris Tadić (magyar átírással Borisz Tadity, cirill betűkkel Борис Тадић; 1958. január 15., Szarajevó –) Szerbia köztársasági elnöke volt (2004-2012). Eredetileg pszichológus. A szociáldemokrata irányultságú Demokrata Párt vezetője.

## Pályafutása

### Fiatalkora
1958. január 15-én Ljubomir Tadity filozófus és Nevenka Tadity pszichológus gyermekeként a jugoszláviai Szarajevóban született. Nagyszülei az usztasa népirtás áldozatai voltak.
Belgrádban nőtt fel, és a Belgrádi Egyetemen végzett pszichológia szakon. Újságíróként dolgozott, majd egy belgrádi gimnáziumban pszichológiát tanított.
Részt vett országa demokratikus mozgalmaiban, majd a délszláv háború után síkraszállt a Balkán nyugati mintára történő átalakításáért.

### Politikai pályafutása
Az 1919-ben alapított, és a kommunizmus alatt elnyomott, majd 1990-ben modern szociáldemokrata mozgalomként újjáalakult Demokrata Párt tagja lett. Pártja hét helyet szerzett a Nemzetgyűlésben.
A Szerbiai Demokratikus Ellenzék tagjaként kulcsszerepet játszottak Szlobodan Milosević 2000-es megbuktatásában.
Zoran Gyingyity kormányában védelmi miniszter és telekommunikációs miniszter volt. 2003-ban a Nemzetgyűlés tagja lett. Abban az évben meggyilkolták Gyingyity miniszterelnököt, és Tadity követte a pártelnöki székben. Tomiszlav Nikolity (Szerb Radikális Párt) előtt, 53,34%-ot szerezve lett köztársasági elnök. Július 11-én nevezték ki. A 2008 februári elnökválasztáson nagy meglepetésre újraválasztották.

### Elnöksége
Elnökként nyugatbarát külpolitikát folytat. 2005. szeptember 28-án ő volt az első pápai audienciát kapó szerb államfő. A XVI. Benedekkel folytatott megbeszélés javított a hagyományosan feszültségekkel terhelt katolikus-ortodox kapcsolatokon.
Elnöksége alatt vált függetlenné Montenegró, amely 2005-ben népszavazáson választotta a külön államiságot a szövetségi forma helyett. Az első külföldi államfőként látogatta meg Montenegrót annak június 8-án kikiáltott függetlensége után, ígéretet téve a baráti kapcsolatok fenntartására. Szerbia szintén függetlennek mondta ki magát, és Tadić személyesen emelte fel Szerbia zászlaját az ENSZ New York-i székházában.
Részt vett az 1956-os forradalom 50. évfordulója tiszteletére Budapesten tartott megemlékezésen. Országa követségén Gyurcsány Ferenc magyar miniszterelnökkel közösen tisztelgett Nagy Imre emléke előtt.
2014-ben nyilvánosságra került, hogy megpályázza az ENSZ főtitkári posztját Pan Gimun megbízatásának 2016-os lejárta után.

## Családja
Anyanyelve, a szerb mellett angol és francia nyelven beszél. Nős, két gyermek apja.